# Шмитц, Рафаэл
Рафаэл Шмитц (порт. Rafael Schmitz; 17 декабря 1980, Блуменау, Санта-Катарина) — бразильский футболист, защитник.

## Биография
Был игроком «Лилля», откуда дважды уходил в аренду. В первую половину сезона 2004 года на условиях аренды играл в клубе российской премьер-лиги «Крылья Советов», а сезон 2007/08 провёл в клубе «Бирмингем Сити», с которым вылетел из английской премьер-лиги.
В июле 2008 года, на условиях полного владения, перешёл в «Валансьен». Сумма трансфера составила 1 млн €. 9 марта 2012 года Шмитц подписал контракт с «Атлетико Паранаэнсе».

## Достижения
- Серебряный призёр чемпионата Франции: 2004/2005
- Победитель в Кубке Интертото: 2004
- Финалист Кубка Интертото: 2002
- Финалист Кубка России: 2003/2004